# Maria Stromberger

Maria Strombergers Ausweis des Konzentrationslagers Auschwitz

Maria Stromberger (* 16. März 1898 in Metnitz (Kärnten); † 18. Mai 1957 in Bregenz) war eine österreichische  Krankenschwester und Widerstandskämpferin in der Zeit des Nationalsozialismus, die sich im Konzentrationslager Auschwitz für die Häftlinge eingesetzt hat.

## Leben
Maria Stromberger absolvierte 1912 einen einjährigen Kindergärtnerinnenkurs, machte danach eine Ausbildung im landwirtschaftlichen Bereich und erhielt dann eine Anstellung im Grand Hotel Steirerhof am Jakominiplatz in Graz. Ab 1930 arbeitete sie als Chefköchin im Gasthof Zotter am Grazer Karmeliterplatz, der von ihrer Schwester und deren Mann betrieben wurde. Zwischendurch pflegte sie 1917 mehrere Monate ihre sterbenskranke Mutter ebenso wie 20 Jahre später ihren Vater bis zu dessen Tod. 1937 begann sie eine Ausbildung zur Krankenschwester im Sanatorium Mehrerau in Bregenz und arbeitete in der Folge in mehreren Krankenhäusern im „Altreich“ und in Kärnten.
Als ihr in einem Wehrmachtslazarett in Lienz verwundete Soldaten von den Verbrechen der Wehrmacht im Osten berichteten, meldete sie sich freiwillig zum Dienst in den Osten. Ihrer Schwester Karoline  schrieb sie dazu: „Ich will sehen, wie es wirklich ist, vielleicht kann ich auch etwas Gutes tun.“ In einem Infektionsspital in Königshütte pflegte sie zwei ehemalige Häftlinge des KZ Auschwitz, die im Fieberwahn über dieses Lager berichteten, wonach sie sich ebenfalls freiwillig dorthin meldete und am 1. Oktober 1942 ihren Dienst antrat.
Als Oberschwester im KZ Auschwitz war Stromberger im SS-Krankenrevier eingesetzt. Ihr Vorgesetzter war der SS-Standortarzt Eduard Wirths. Im Krankenrevier besorgte sie für Häftlinge Medikamente und Nahrungsmittel, versteckte und pflegte Kranke, beförderte illegal Post und schmuggelte für die lagerinterne Kampfgruppe Auschwitz Informationen für Flugblätter aus dem Lager und wichtige Utensilien, darunter auch Waffen und Munition, in das Lager hinein. Mehrmals entging sie knapp der Entdeckung durch SS-Männer und erlitt etliche Anfeindungen. Sie überlebte nur mit viel Glück und durch den Schutz ihres Vorgesetzten, der sie Anfang Januar 1945 dem Zugriff durch die politische Abteilung des KZ (Gestapo) entzog und in ein Sanatorium nach Prag schickte. Nach dreiwöchigem Krankenhausaufenthalt wurde sie nach Bregenz entlassen. Dort erlebte sie die Befreiung vom Nationalsozialismus.
Nach Kriegsende wurde sie im April 1946 steckbrieflich gesucht. Man warf ihr vor, in Auschwitz Häftlinge getötet zu haben. Stromberger wurde verhaftet und kam nach mehrwöchigem Gefängnisaufenthalt in ein Internierungslager für Nationalsozialisten in Rankweil-Brederis. Das erregte vor allem unter ehemaligen Häftlingen in Polen großes Aufsehen. Nach einem Zeitungsartikel unter dem Titel Rettet Schwester Maria intervenierte der spätere polnische Ministerpräsident Józef Cyrankiewicz bei den französischen Besatzungsbehörden und erreichte ihre Freilassung. Nach 1945 konnte und wollte sie nicht mehr als Krankenschwester arbeiten und wurde Hilfsarbeiterin in einem Bregenzer Textilunternehmen. In Warschau sagte sie 1947 im Prozess gegen den ehemaligen KZ-Kommandanten Rudolf Höß aus. Vom Bundeskongress des KZ-Verbandes wurde sie 1955 zum ersten Ehrenmitglied ernannt.
In Polen empfing man Stromberger nach dem Krieg bei jedem Auftritt, wie etwa bei einem Kriegsverbrecherprozess in Warschau, mit „stürmischen Ovationen“. In Österreich blieb die Widerstandskämpferin dagegen praktisch unbekannt.
Stromberger, die herzkrank und von den Erlebnissen in Auschwitz gezeichnet war, starb im Mai 1957 an einem Herzinfarkt. Sie wurde auf einem Friedhof in Aeschach beerdigt.

## Ehrungen
In Bregenz wurde etwa 1995 ihr zu Ehren der Maria-Stromberger-Weg benannt (⊙), dieser verläuft zwischen dem Landeskrankenhaus Bregenz und der Schule für allgemeine Gesundheits- und Krankenpflege Bregenz.
Im Arkadenhof von Schloss Wernberg ist ihr eine Gedenktafel gewidmet mit einem Porträt, KZ-Abbildungen und der Aufschrift „Maria Stromberger 1898–1957. Zum Gedenken an den Engel von Auschwitz“.

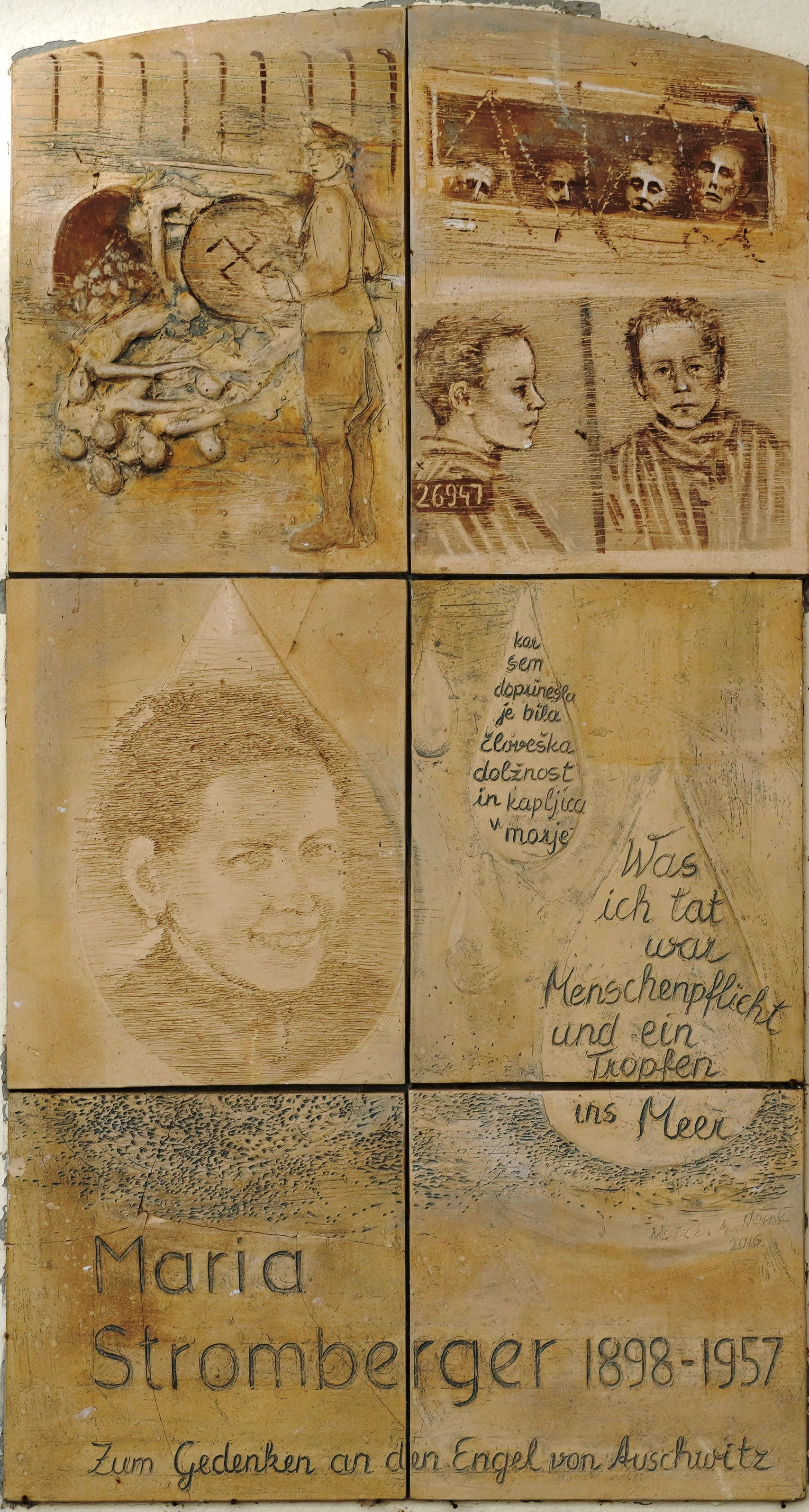
6-teilige Keramiktafel für Maria Stromberger, Schloss Wernberg

Eine Gedenktafel gibt es für sie am Kloster Mehrerau.
Die Kernstockgasse in Graz wurde am 1. Februar 2024 in Maria-Stromberger-Gasse umbenannt (⊙).
Am Landestheater Vorarlberg wurde am  2. März 2024 das Stück Stromberger oder Bilder von allem von Gerhild Steinbuch unter der Regie von Bérénice Hebenstreit über Maria Stromberger uraufgeführt.